# Branko Žeželj
Branko Žeželj (v srbské cyrilici Бранко Жежељ; 15. března 1910, Benkovac, Rakousko-Uhersko - 20. února 1995, Bělehrad, SR Jugoslávie) byl stavební inženýr, inovátor, akademik, profesor, účastník jugoslávského partyzánského boje, a člen Srbské akademie věd a umění. Jeho revoluční stavby získaly celou řadu domácích (jugoslávských) i mezinárodních ocenění.

## Život
Střední školu vystudoval ve Splitu a později stavební fakultu v Bělehradě na místní univerzitě. Svá studia dokončil v roce 1932. Poté začal působit na Ministerstvu výstavby. Po vypuknutí války se přidal k partyzánům a byl zajat německým vojskem. Po válce pracoval jako ředitel útvaru pro výstavbu mostů v rámci Svazového ministerstva výstavby. V pozdějším věku se stal profesorem na Fakultě stavební Bělehradské univerzity a členem Akademie věd (SANU). Po své smrti zanechal srbský inženýr celkem 24 patentů, které byly využity jak doma, tak i v zahraničí.

## Práce
Žeželj se během své projektantské práce specializoval na problematiku využití předpjatého betonu. Jeho postupy našly uplatnění v celé řadě oblastí, nicméně nejrychleji se rozšířily ve stavbě mostů. První most, který využíval tohoto typu konstrukce, byl podle Žeželjových plánů vybudován přes Smailskou řeku v blízkosti středosrbského města Kraljevo; poté následoval most přes řeku Tisu v blízkosti města Titel, Dálniční most Beška přes Dunaj a také most Bratrství a jednoty v Novém Sadu. Jeho dílem je také obloukový most přes řeku Moraču v Podgorici v Černé Hoře.
Kromě systému IMS – Žeželj, který byl navržen pro rychlou výstavbu prefabrikovaných objektů v rámci Srbské akademie věd a umění definoval a propagoval v závěru svého života ještě systém Sistem 50, který byl pokročilejší variantou výše uvedeného.
Realizoval ale i celou řadu dalších staveb. První z nich bylo sídlo společnosti IMS, která pod jeho vedením působila. Hala 1 bělehradského výstaviště s ohromnou kopulí vznikla v roce 1957 podle Žeželjova návrhu (ve spolupráci s Miloradem Pantovićem a Milanem Krstićem, byla první stavbou, na kterou byla na území tehdejší Jugoslávie použito prefabrikovaných dílů. Žeželjovy technologie byly později použity v masovém měřítku např. při výstavbě Nového Bělehradu a místních panelových domů, především Bloku 22, Bloku 23 a Bloku 28. Celkem byla cca jedna třetina staveb realizována za pomoci systému IMS–Žeželj.